# Hechtel-Eksel
Hechtel-Eksel este o comună din regiunea Flandra din Belgia. Comuna este formată din localitățile Hechtel și Eksel. Suprafața totală a comunei este de 76,70 km². La 1 ianuarie 2008 comuna avea o populație totală de 11.612 locuitori. 
1. ↑  Crossroad Bank of Enterprises, accesat în 30 iulie 2023